# Nyavajásfalva
Nyavajásfalva románul: Lunca, falu Romániában, Erdélyben, Hunyad megyében.

## Fekvése
Dávától északra, az Erdélyi-érchegységben, a Kaján bal parti úton fekvő település.

## Története
Nyavalyásfalva területén már az őskorban is virágzó rézbányászat folyt. Nevét 1440-ben említette először oklevél p. regalis Nawalyas néven.
1459-ben v. Nyawalyasfalw, 1502-ben Nyawolyasfalwa, 1808-ban Nyavalyásfalva, Nyevajes, 1733-ban Nyavalyás, 1750-ben Nyevojes, 1760–1762 között Nyavallyásfalva, 1913-ban Nyavalyásfalva alakban írták.
1459-ig Déva vára, később pedig Solymos vár tartozéka volt a Solymostól északra eső többi településsel együtt..
1473-ban Nádasdi Ungor János, 1502-ben pedig Nádasdi néhai Ungor János fiai János és Miklós voltak birtokosai.
1909 és 1919 között Nevoes, Nyavalyásfalva lakosainak száma 754, ebből 748 román volt.
A trianoni békeszerződés előtt Hunyad vármegye Dévai járásához tartozott.

## Források

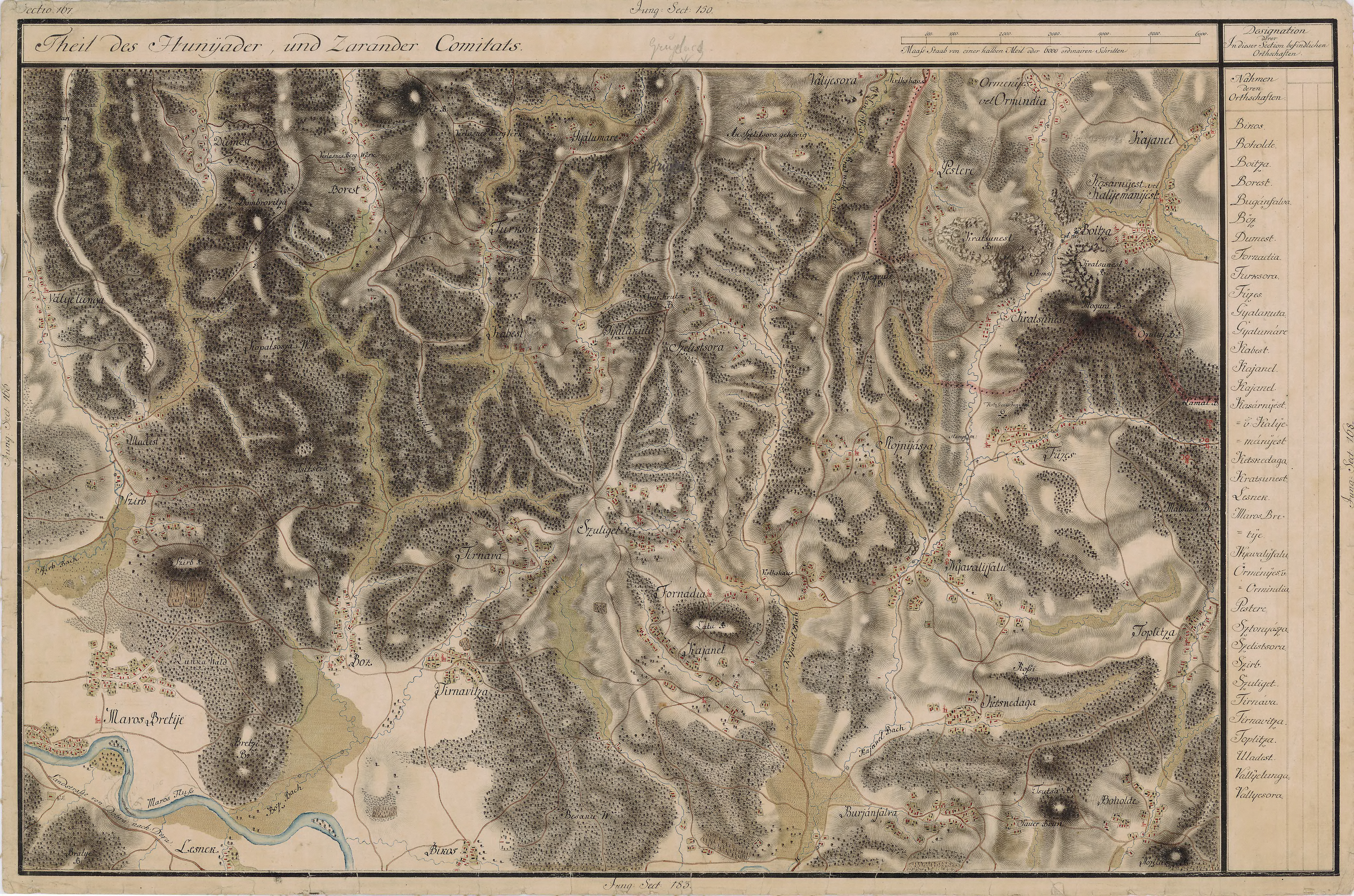
Nyavalyásfalva egy régi térképen